# كأس أوروبا لكرة السلة 2013–14
كأس أوروبا لكرة السلة 2013–14 هو موسم من كأس أوروبا لكرة السلة. أقيم خلال الفترة 15 أكتوبر 2013 وحتى 7 مايو 2014، وشارك فيه  49 فريقاً، وفاز فيه فالنسيا باسكت.